# ملبيغة بيضوية
ملبيغيا بيضوية (الاسم العلمي:Malpighia ovalis) هي نوع من النباتات تتبع جنس الملبيغيا من الفصيلة الملبيغية.